# 경계 (영화)
"경계"(Hyazgar, Desert Dream)는 대한민국에서 제작된 장률 감독의 2006년 드라마 영화이다. 서정 등이 주연으로 출연하였고 양영철 등이 제작에 참여하였다. 대한민국, 몽골, 프랑스의 공동 제작이다.
바르셀로나의 2006 아시아 섬머 영화제에서 초연되었다. 2007년 11월 8일 대한민국에서 개봉되었다.

## 출연

### 주연
- 서정
- O. 바트을지
- 신동호

### 조연
- 뭉크친
- 엥크흐툴
- 바야스갈란
- 노밍
- 박철
- 미약만나란

## 기타
- 제작총괄: 전서진
- 제작총괄: 조현정
- 프로듀서: 박진원
- 제작부장: 명현우
- 제작부장: 이준우
- 제작부: 김경식
- 제작보: 이정진
- 투자책임: 전미정
- 공동제작: 귀욤 드 세일레
- 공동프로듀서: 수란투야
- 협력프로듀서: Remi Roy
- 촬영부: 김홍기
- 촬영부: 박정훈
- 촬영부: 전홍규
- 촬영부: 김은희
- 조명: 김국
- 조명부: 이준식
- 조명부: 김대열
- 조명부: 함세철
- 조명부: 김민욱
- 연출부: 김성훈
- 연출부: 변건우
- 스크립터: 김진우
- 조감독: 리건
- 동시녹음: 한재성
- 음향편집: 마크 누이리가트
- 붐오퍼레이터: 정원재
- 믹싱: Frederic Thery
- 미술: 김성규
- 미술팀: 이영훈
- 미술팀: 김소희
- 분장: 강은숙
- 의상: 한민정
- 현장편집: 임선경
- 편집보: 이상민
- 편집보: 권민경
- 편집보: 이덕우
- 네가편집: 마늘
- 네가편집: 김정희
- 지도: 채수린
- 의상팀: 임효진
- 배급부문: 이재식
- 마케팅부문: 이지혜
- 그립팀: 김경수
- 현상부문: 윤광병
- 필름: 윤관노
- 지도: 김명숙
- 시각효과부문: 이상길
- 음향부문: 김봉수
- 마케팅부문: 송지현
- 디지털처리부문: 강상우
- 그립팀: 박효진
- 현상부문: 우순도
- 시각효과부문: 문병용
- 음향부문: 장철호
- 디지털처리부문: 김성옥
- 음향부문: 이승호
- 현상부문: 김일광
- 시각효과부문: 이득진
- 디지털처리부문: 김동윤
- 현상부문: 서충환
- 시각효과부문: 이상화
- 음향부문: 박보연
- 디지털처리부문: 김성강
- 현상부문: 김동기
- 시각효과부문: 이상길
- 디지털처리부문: 권윤경
- 현상부문: 권병규
- 시각효과부문: 이원
- 디지털처리부문: 성동철
- 현상부문: 조영호
- 시각효과부문: 이병원
- 디지털처리부문: 주영견
- 현상부문: 서민부
- 디지털처리부문: 윤명순
- 현상부문: 이재훈
- 디지털처리부문: 목정수
- 현상부문: 서동섭
- 디지털처리부문: 최진호
- 현상부문: 신상준
- 디지털처리부문: 정은정
- 현상부문: 박지웅
- 디지털처리부문: 정승교
- 현상부문: 변태현
- 현상부문: 이천규
- 현상부문: 장원석
- 현상부문: 설정훈
- 현상부문: 김규성
- 현상부문: 윤창호
- 현상부문: 김열회
- 현상부문: 김동휘
- 공동제작보조: Guenbaatar
- 공동제작보조: Bold
- 공동제작보조: Amarbat
- 프로덕션지원: Benedicte Thomas
- 미술보조: 사롤
- 미술보조: 발단퓨레브
- 미술보조: 바트빌에그
- 미술보조: 템지인
- 통역: Erdenetsetseg
- 통역: Urinasan
- 통역: 바트라
- 통역: Agiimaa
- 통역: Saruul
- 통역: Soiongo
- 번역: 백한진
- 번역: 토니 레인즈
- 로케이션지원: 이은수